# Pentasolfuro di fosforo
Il pentasolfuro di fosforo è il composto inorganico di formula minima P2S5. In realtà è formato da molecole P4S10 e il nome più corretto è decasolfuro di tetrafosforo. È uno dei due solfuri di fosforo di importanza commerciale, ed è un solido giallo, ma quando non è puro il colore del composto può essere verdino o grigio. La molecola ha una forma quasi identica a quella dell'anidride fosforica (P4O10), ed è basata su una struttura tetraedrica simile a quella dell'adamantano.

## Sintesi
La prima sintesi del decasolfuro di tetrafosforo fu descritta nel 1843 da Berzelius, che fece reagire fosforo bianco (P4) con zolfo a temperatura oltre i 300 °C. Questa stessa procedura è ancora valida. Alternativamente si può formare il decasolfuro di tetrafosforo facendo reagire zolfo elementare o pirite (FeS2) con ferrofosforo, una forma impura di FeP2, sottoprodotto della produzione del fosforo bianco dalle rocce fosfatiche:
{\displaystyle {\ce {4Fe2P \ + \ 18S -> P4S10 \ + \ 8FeS}}}
{\displaystyle {\ce {4Fe2P \ + \ 18FeS2 -> P4S10 \ + \ 26FeS}}}

## Reattività
Il decasolfuro di tetrafosforo è un composto stabile, ma reagisce a contatto con acqua, acidi, basi e alcoli. A contatto con l'umidità atmosferica si idrolizza formando solfuro di idrogeno (H2S) che conferisce al decasolfuro di tetrafosforo un odore di uova marce. Per idrolisi si forma anche acido fosforico:
{\displaystyle {\ce {P4S10 \ + \ 16H2O -> 10H2S \ + \ 4H3PO4}}}
A contatto con l'acqua reagisce violentemente liberando acidi fosforici e solfuro di idrogeno (tossico e infiammabile). Altri nucleofili lievi reagiscono col decasolfuro di tetrafosforo, inclusi alcoli e ammine. Composti aromatici come anisolo, ferrocene e 1-metossinaftalene reagiscono per formare 1,3,2,4-ditiadifosfetano 2,4-disolfuri come reagente di Lawesson
In chimica organica è usato come agente solforante. Reazioni di questo tipo richiedono condizioni di riflusso in solventi come benzene, diossano o acetonitrile, dove P4S10 si dissocia formando P2S5. Quest'ultimo può essere intrappolato ad esempio formando un complesso con la piridina. I chetoni sono convertiti in tiochetoni. L'atomo di ossigeno può essere sostituito dallo zolfo anche in esteri, immidi e lattoni. Dalle ammidi si ottengono tioammidi. Da 1,4-dichetoni si ottiene tiofene. Rispetto al più noto reagente di Lawesson, con P4S10 si ottengono rese minori.

## Usi
Nel 2006 sono state prodotte più di 22000 tonnellate di decasolfuro di tetrafosforo solo negli Stati Uniti. Il composto è usato principalmente come materiale di partenza per preparare additivi per lubrificanti come il ditiofosfato di zinco. Viene usato inoltre nella produzione di insetticidi organofosfati, come il parathion e il malathion. Si usa anche come componente di alcuni elettroliti solidi (ad esempio Li2S-P2S5) in alcuni tipi di batterie al litio. Un uso minore è come agente di flottazione.